# سیگنال حالت مشترک
سیگنال حالت-مشترک (به انگلیسی: Common-mode signal) ولتاژ مشترک هردو پایانه ورودی یک افزاره الکتریکی است. در مخابرات، سیگنال حالت-مشترک در یک خط انتقال به عنوان ولتاژ طولی نیز شناخته می‌شود.
در اکثر مدارهای الکتریکی سیگنال توسط یک ولتاژ تفاضلی بین دو رسانا منتقل می‌شود. اگر ولتاژ روی این رساناها U1 و U2 باشد، سیگنال حالت-مشترک نصف مجموع ولتاژها است:
{\displaystyle U_{\text{cm}}={\frac {U_{1}+U_{2}}{2}}}
هنگامی که به مشترک محلی یا زمین ارجاع داده می‌شود، یک سیگنال حالت‌مشترک در هردو خط یک کابل دوسیمه، هم‌فاز و با دامنه‌های مساوی ظاهر می‌شود. از نظر فنی، یک ولتاژ حالت-مشترک، نصف مجموع برداری ولتاژهای هر رسانای مدار متعادل به زمین محلی یا مشترک است. چنین سیگنال‌هایی می‌توانند از یک یا چند منبع زیر ایجاد شوند:
- سیگنال‌های تابشی به‌طور مساوی به هردو خط تزویج‌شده
- یک افست از سیگنال مشترک ایجادشده در مدار راه‌انداز، یا
- یک اختلاف زمین بین مکان‌های ارسال و دریافت.

## روش‌های حذف‌سازی سیگنال‌های حالت-مشترک
- تقویت کننده‌ها یا گیرنده‌های تفاضلی که فقط به اختلاف ولتاژ پاسخ می‌دهند.
- یک سلف که در آن یک جفت سیم سیگنال‌دهی مسیر یکسانی را از طریق سلف دنبال می‌کند، به عنوان مثال در یک پیکربندی پیچه دولا مانند استفاده در مغناطیسی اترنت.[۱] برای سیگنال‌های AC و DC مفید است، اما فقط سیگنال‌های حالت مشترک با فرکانس بالاتر را فیلتر می‌کند.
- یک ترانسفورماتور که فقط برای سیگنال‌های AC مفید است و هر شکلی از نویز حالت-مشترک را فیلتر می‌کند، اما ممکن است در ترکیب با پیچ دولا برای حذف تزویج خازنی سیگنال‌های حالت-مشترک فرکانس بالاتر در دوسر ترانسفورماتور استفاده شود. در اترنت زوج به‌هم تابیده استفاده می‌شود.[۲]

سیگنال‌های حالت-مشترک با فرکانس بالا، به عنوان مثال، نویز RF از یک مدار پردازش، ممکن است با استفاده از یک مهرهٔ فریت که به بیرون کابل بسته‌شده‌است، مسدود شود. اینها اغلب در منابع تغذیه رایانه لپ‌تاپ در نزدیکی سوکت جک و کابل‌های USB ماوس یا چاپگر با کیفیت خوب و کابل‌های HDMI قابل مشاهده هستند.
منابع تغذیه حالت سوئیچی شامل سلف‌های فیلترساز حالت مشترک و تفاضلی برای جلوگیری از نویز سیگنال کلیدزنی برگشتی به سیم‌کشی برق می‌باشد.